# No Dogs Allowed
No Dogs Allowed je německý dramatický film z roku 2024, který režíroval Steve Bache. Film měl premiéru 17. listopadu 2024 na 28. ročníku filmového festivalu v Tallinnu.

## Děj
Patnáctiletý Gabo se na chatu setkává s ženatým Davem, kterému se svěří se svým tajemstvím. Gabo je pedofilní a je tajně zamilovaný do Sama, osmiletého bratra svého nejlepšího kamaráda Sebba. Dave se ke Gabovi chová s pochopením.
Protože se Dave delší čas neozývá, Gabo mu zanechá v hlasové schránce zprávu. Následně ho kontaktuje policie. Na Davea bylo podáno trestní oznámení za zneužití čtrnáctiletého chlapce. Najevo tak vyjde i Daveův kontakt s Gabem. Gabo zpočátku přiznává pouze to, že kontakt byl čistě obchodního charakteru. Když se ale v Daveově mobilním telefonu najdou Samovy fotografie, je do vyšetřování zapojena i Samova rodina, Gabovo přátelství se Sebbem je tak podrobeno zkoušce.
Gabovi dlouho trvá, než se rozhodne podpořit obžalobu proti Daveovi a přestat ho považovat za přítele. To však vyžaduje, aby byl vůči policii a státnímu zástupci zcela otevřený. Tím se jeho tajemství prozradí i matce a starší sestře.

## Obsazení
| Carlo Krammling          | Gabo            |
| Robin Sondermann         | Dave            |
| Katharina Marie Schubert | Susanne         |
| Sean Douglas             | Sebbo           |
| Bineta Hansen            | Emi             |
| Sithembile Menck         | paní Juhasz     |
| Vera Fay                 | Maja            |
| Sammy Schrein            | Sam             |
| Ralph Hönicke            | státní zástupce |
| Katharina Ley            | paní Scholz     |
| Finlay Deavin            | Max             |
| Lisa Riesner             | paní Makowski   |
| Richard Kipp             | Sven Heister    |
| Franz Ferdinand Krause   | Freddy          |
| Ole Eisfeld              | preventista     |

## Ocenění
- Filmová přehlídka Bádensko-Württembersko: Cena za nejlepší celovečerní film
- Mezinárodní hudební a filmový festival Marseille: nominace na nejlepší původní hudbu (Andreas Pfeiffer)
- Filmový festival v Tallinnu: nejlepší celovečerní film (Steve Bache)